# Křemenná
Křemenná är ett berg i Tjeckien.   Det ligger i regionen Södra Böhmen, i den sydvästra delen av landet, 140 km söder om huvudstaden Prag. Toppen på Křemenná är 1 085 meter över havet.